# Kamienica przy ulicy Józefa Dietla 62 w Krakowie
Kamienica przy ulicy Józefa Dietla 62 – zabytkowa kamienica znajdująca się w Krakowie, w dzielnicy I przy ulicy Józefa Dietla, na Stradomiu.
Kamienica została wzniesiona w 1880 roku według projektu architekta Maurycego Tlachny. W 1927 roku budynek został nadbudowany o trzecie piętro według projektu Łazarza Rocka.
8 lipca 1988 kamienica została wpisana do rejestru zabytków. Znajduje się także w gminnej ewidencji zabytków.